# Going Mobile
Pistes de l'album Who's Next
Getting In Tune Behind Blue Eyes
Going Mobile est une chanson du groupe britannique The Who parue sur l'album Who's Next de 1971.
Cette chanson a été enregistrée aux studios Olympic en mai 1971 et n'a jamais été jouée en concert par le groupe.

## Caractéristiques et description
Going Mobile est chantée par le guitariste et auteur des Who, Pete Townshend.
Elle fait référence aux joies du voyage en camping-car, apprécié de Townshend. Au sein du projet Lifehouse abandonné, cette chanson était chantée par Ray, le fermier écossais, alors qu'il se rendait en camping-car dans le sud avec sa famille.
Pour obtenir le son du solo de Townshend, celui-ci relia sa guitare électrique à la distorsion par un Envelope Follower. On peut ainsi avoir l'impression que l'instrument est joué sous l'eau.